# Medicina griega

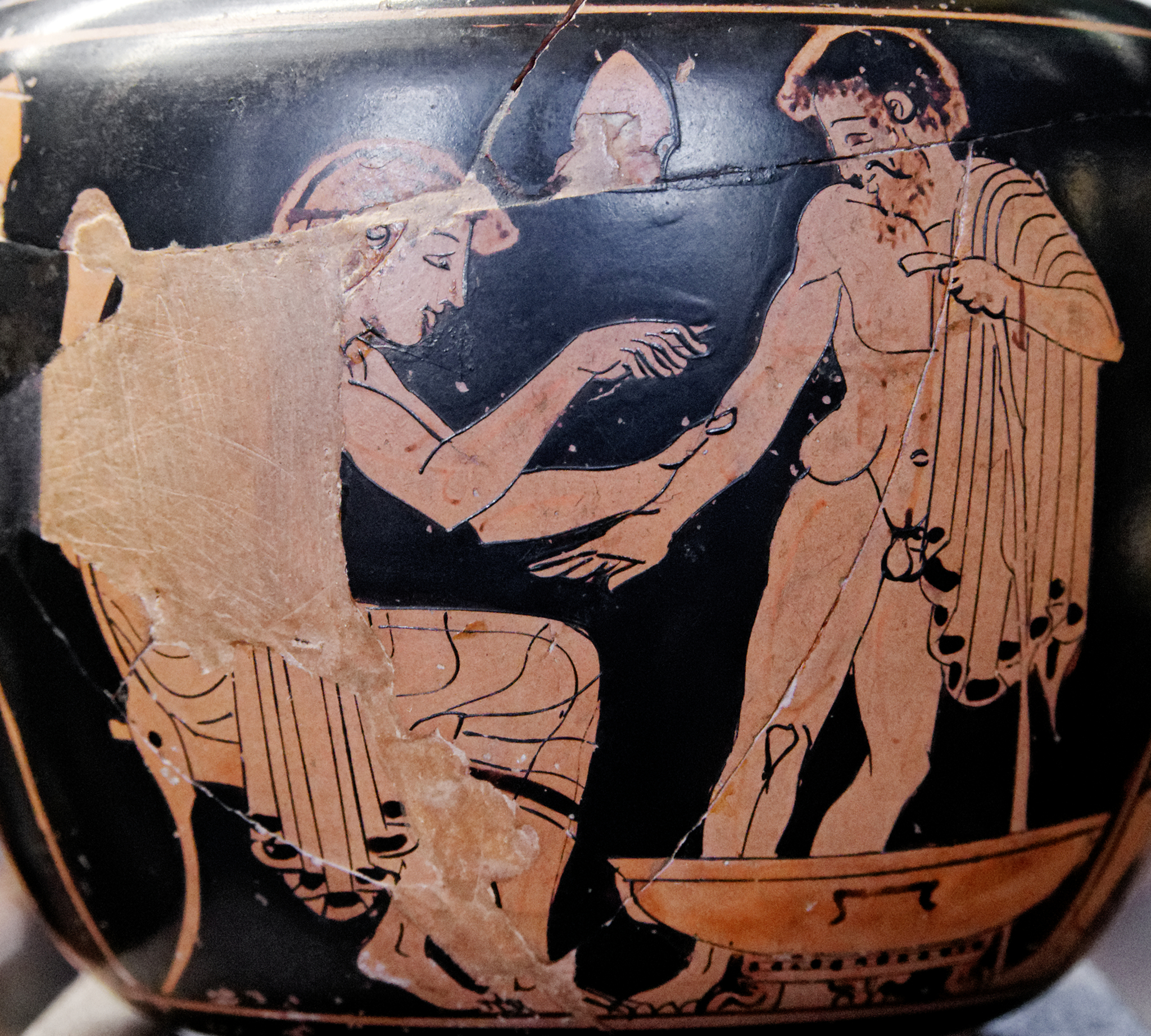
Médico tratando un paciente. Aríbalo de figuras rojas del Pintor de la Clínica, h. 480-470 a. C., Museo del Louvre.

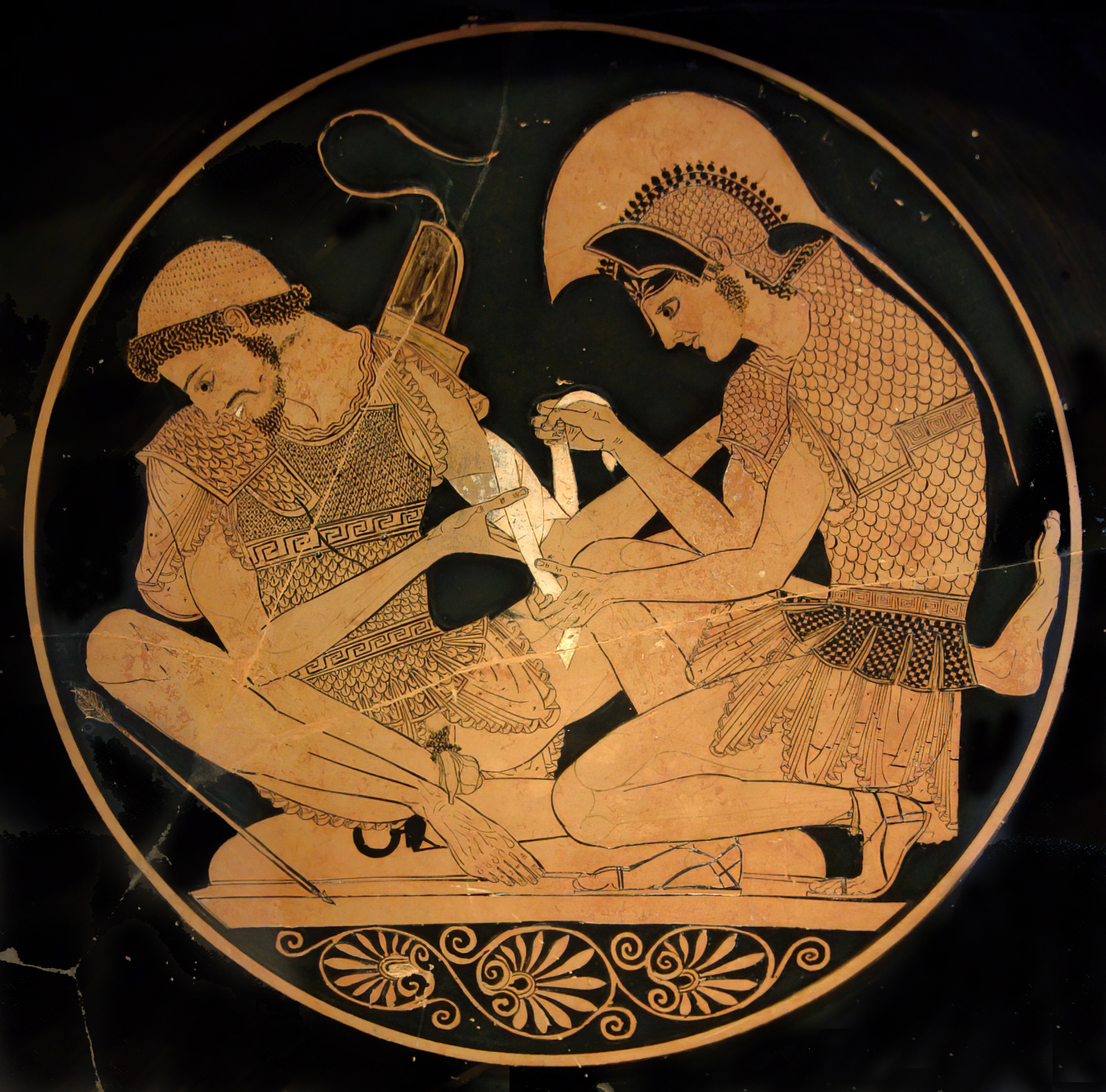
Aquiles vendado a Patroclo. Kílix de figuras rojas del Pintor de Sosias, h. 500 a. C., Altes Museum (F 2278).

La medicina griega es la medicina desarrollada en la Antigua Grecia. Probablemente basada en la medicina egipcia, se remonta a la época homérica, aunque verdaderamente no se desarrolló hasta el siglo V a. C. con Hipócrates.
La Ilíada cita como médicos a los guerreros aqueos Macaón y Podalirio, dos hijos de Asclepio, dios de la medicina, así como al dios Peán, médico de los dioses. El primero se encargó, sobre todo, de curar a Menelao, herido por una flecha. Comenzó por examinar (griego antiguo ἰδεῖν/ideĩn, literalmente «ver») al enfermo y después de retirar la flecha, desvistió al herido, succionó la sangre de la herida y le aplicó medicamentos(φάρμακα/phármaka); los cuales no se precisan, excepto que le fueron ofrecidos por el centauro Quirón a Asclepio, quien se los entregó a Macaón.
La medicina era ya reconocida como un arte en parte: «Un médico, por sí mismo, vale como muchos panes», declara Idomeneo a propósito de Macaón, fórmula que se convertiría en proverbial. La Ilíada, que concede más importancia a Macaón que a Podalirio. Los comentaristas antiguos sugirieron que Homero veía a Macaón como un cirujano y a su hermano como un simple médico: su nombre provendría de (μάχαιρα/mákhaira), «cuchillo». El propio dios Peán curó a Hades, herido por una flecha disparada por Heracles: esparció medicamentos (pharmaka) sobre la herida, especificando que eran analgésicos.
La Odisea menciona a médicos de profesión: el porquero Eumeo dice de la figura del médico (ἰατήρ/iatếr, literalmente «el que cura») que forma parte de los «artesanos que rinden servicio a todos», a semejanza del techador o del aedo y del adivino. En otro lugar, el poeta rinde homenaje a la ciencia médica de los egipcios, a los que califica «hijos de Peán».

## Medicina y religión

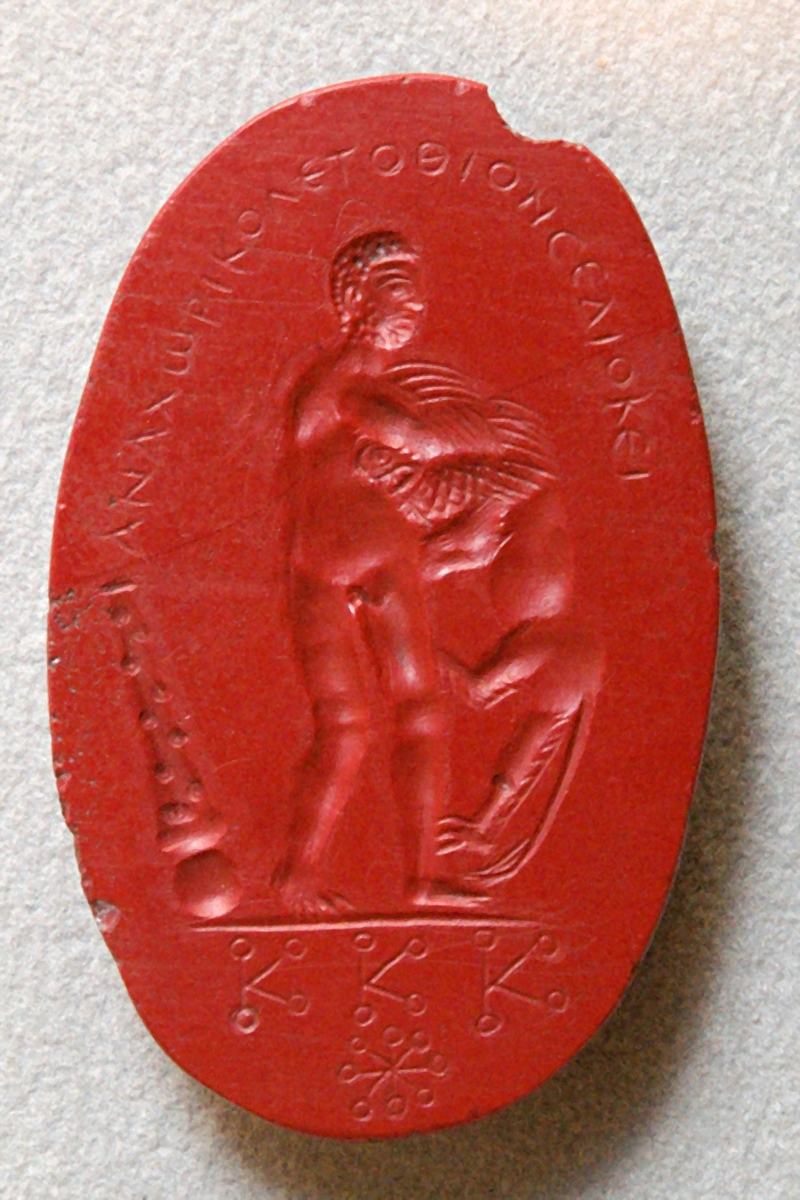
Piedra preciosa mágica de jaspe rojo con Heracles y la inscripción «Vaya, bilis, la divinidad te persigue », Cabinet des médailles, Biblioteca Nacional de Francia.

Muchos griegos basaban las prácticas de curación en las prácticas mágicas o religiosas. De manera general, los cultos curativos, por sus características, estaban situados en las afueras de las ciudades y se desarrollaron tardíamente. Asclepio era en un principio venerado en Trikka, en Tesalia, después en pleno campo en Epidauro. En Corinto como en Atenas, Delos o Cos, el dios se instaló a distancia de las aglomeraciones. Era necesaria una excursión para visitar el santuario. Otra característica de los santuarios era que a menudo estaban junto a una fuente o un río, cuyas aguas poseían virtudes medicinales.
La mayor parte del tiempo, el dios sanador actuaba mediante «incubación»: era el caso de Asclepio en Epiaduro, o en Atenas, o de Anfiarao en Oropo y en Tebas. El ritual comenzaba para el enfermo con un baño de purificación, seguido de un sacrificio relativamente modesto y accesible a todos. En Epidauro, el paciente debía entonar un peán en honor de Apolo y de Asclepio. A continuación, el peregrino se dormía bajo el pórtico sagrado (ἄϐατον/ábaton); al menos en Oropo, Pérgamo y Epidauro, cada sexo poseía su propio pórtico. Los más afortunados se beneficiaban durante el sueño de la aparición del dios: les curaba tocando la parte enferma del cuerpo. El dios podía también contentarse con dictar al paciente una lista de medicamentos que se apresurará a conseguir una vez despertado.
Las estelas descubiertas en Epidauro, especie de exvotos, muestran que Asclepio curaba todo tipo de enfermedades: trataba las úlceras y sanaba la enfermedad de la piedra, incluso devolvía la vista a los ciegos. Habría sido mucho más», comenta Diógenes Laercio al hilo de otra divinidad sanadora, «si ellas hubieran sido ofrecidas por aquellos que no habían salido ilesos». Indudablemente, los pacientes no curados atribuían el fracaso al carácter insondable de la voluntad del dios.

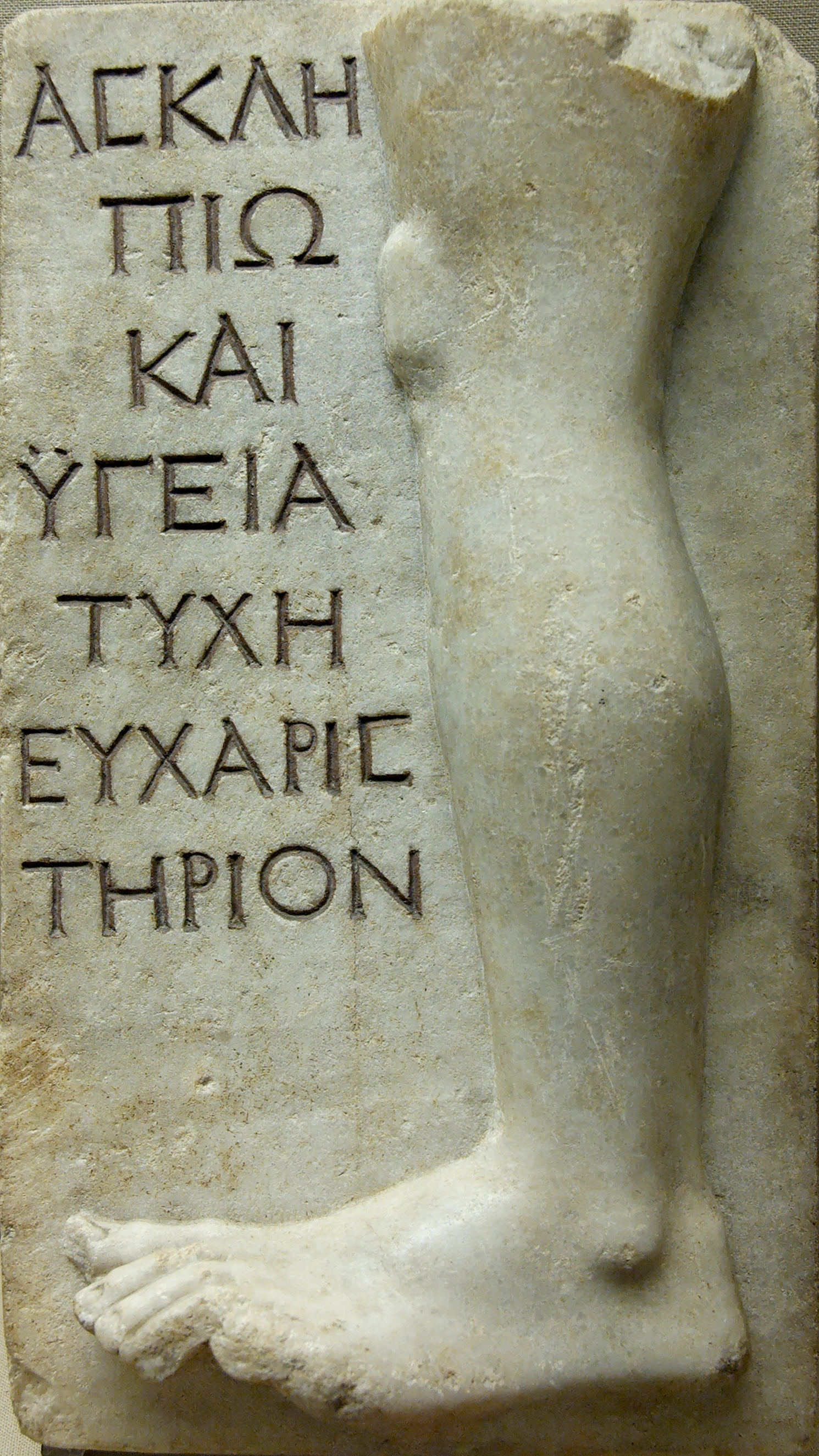
Relieve votivo dedicado a Asclepio e Higía en agradecimiento por la curación de una pierna, h. 100-200, Museo Británico.

El tratamiento no era gratuito. En Oropo, el santuario exigía una ἐπαρχή/eparkhế o contribución por la consulta a todos los visitantes que deseaban ser curados. Una vez pagada –una dracma beocia a principios del siglo IV a. C., recibía una lámina de plomo con la inscripción: «santuario de Anfiarao – salud», que le servía de ticket de entrada. Un neócoro (sacristán) vigilaba a los pacientes para que no se colaran.
Algunas «ordenanzas» dictadas por el dios se han conservado y permiten comprender mejor las curaciones atestiguadas en los exvotos. En primer lugar, hay que destacar que en el ritual se mezclaba hábilmente la sugestión y la puesta en escena. Después, el dios ordenaba remedios simples (cataplasmas, tisanas) y prodigaba consejos de higiene: necesidad de hacer ejercicio físico (deporte y paseos), regulación del régimen alimenticio. Por último, el aspecto religioso en sí está generalmente acompañado de una verdadera cura termal, comprendiendo baños y fricciones. En Oropo, de la que no nos ha llegado ningún testimonio de curación, los instrumentales médicos descubiertos testimonian la práctica de la cirugía.
Las enfermedades mentales eran también curadas mediante prácticas catárticas. Así, el coro del Hipólito de Eurípides, distingue tres tipos de «extravíos». Uno era del tipo «pánico» (asociado a Pan), otro de tipo «lunático» (asociado a Hécate, diosa lunar), y el último estaba asociado a Cibeles y a los Coribantes. Hipócrates retomó este tipo de consideraciones, con un esfuerzo suplementario de tipología, en Sobre la enfermedad sagrada. La cura consistía generalmente en una danza ritual al son de la música frigia.
No era el ritual el que se adaptaba a la patología, sino a la inversa: si el enfermo reaccionaba a los rituales de un dios, era porque su mal había sido enviado por tal dios. En ausencia de reacción, se pasaba al siguiente dios. Aristófanes, en Las avispas, ilustra la indiferencia de los griegos a la naturaleza del tratamiento: lo importante era que fuese eficaz. El joven Bdelicleón intenta tratar sucesivamente a su padre con una cura hipocrática (baños y purga), tratamiento mediante hipnosis por los Coribantes, y por último una noche en el Asclepeion de Epidauro. Según Isidoro de Sevilla, después de que Asclepio murió fulminado por un rayo, la medicina estuvo prohibida hasta que la retomó Hipócrates.

## Medicina científica
La primera escuela de medicina abrió sus puertas en la ciudad de Cnido en el año 700 a. C. Alcmeón de Crotona, autor del primer tratado de anatomía, trabajó en esta escuela, y aquí tuvo su origen la práctica de la observación de los pacientes. Hipócrates estableció su propia escuela de medicina en Cos. A pesar de su conocido respeto por la medicina egipcia, las tentativas para discernir cualquier influencia de Egipto sobre la práctica griega en este estadio precoz de la historia no llega a un resultado de manera concluyente, por la falta de fuentes y de la dificultad para comprender la antigua terminología médica. No obstante, está claro, que los griegos tomaron prestado de los egipcios las sustancias de su farmacopea, y la influencia fue más pronunciada después del establecimiento de una escuela de medicina en Alejandría.
La medicina griega, aunque era pragmática y estaba fundada en la observación no escapaba a los presupuestos ideológicos de las doctrinas de la época, y sobre todo a teoría aristotélica de los cuatro elementos, que inspiraría la teoría hipocrática de los humores, que constituiría el marco doctrinario de su escuela.

### Aristóteles

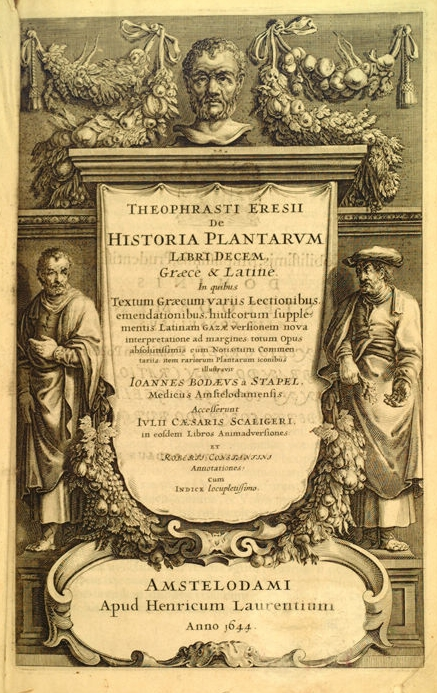
Frontispicio de una versión de 1644 de la edición extendida e ilustrada de la De historia plantarum (c. 1200), que fue escrita en torno al año 200 a. C.

Aristóteles, el filósofo de la Antigua Grecia, ha sido el pensador más influyente del mundo europeo desde la antigüedad clásica hasta la Edad Media. Aunque el punto de partida de su trabajo sobre la filosofía natural sea puramente especulativo, sus últimos escritos sobre biología muestran un gran interés por el empirismo, la causalidad en la biología y la diversidad de la vida. Aristóteles no hizo experimentaciones, argumentando que los hechos observados mostraban su verdadera naturaleza en su ambiente natural, en lugar de una reconstrucción artificial. Mientras que en el campo de la física y la química, esta hipótesis se ha convertido en gran medida obsoleta, no es el caso de la zoología y etología, donde las obras de Aristóteles conservan un interés real. Hizo incontables observaciones en la naturaleza, especialmente los hábitos y características de las plantas y animales de su entorno, dedicando un considerable atención a su clasificación. En total, Aristóteles clasificó 540 especies animales y diseccionó al menos 50.
Aristóteles creía que un gran diseño guiaba todos los procesos naturales. Esta visión teleológica le dio la causa de las razones para interpretar los datos observados como una expresión de una concepción formal, por ejemplo, sugiriendo que en la naturaleza no hay ningún animal que lleve a la vez cuernos y colmillos porque no tendría ninguna utilidad, y que la naturaleza en general, dio a sus criaturas facultades limitadas a lo estrictamente necesario. Del mismo modo, Aristóteles creía que las criaturas se organizaron en una escala de perfección creciente, partiendo de las plantas para alcanzar su máxima con el hombre: la scala Naturae o «la gran cadena de los seres vivos».
En su opinión, el nivel de perfección de una criatura se reflejaba en su apariencia, pero no estaba predeterminado por ésta. Otro aspecto de su biología dividía las almas en tres grupos: un alma vegetativa, responsable de la reproducción y del crecimiento, un alma sensible, responsable de la movilidad y de las sensaciones, y un alma racional, capaz de pensar y reflexionar. Atribuyó la primera sólo a las plantas, las dos primeras a los animales y las tres a los humanos. Contrariamente a los filósofos anteriores, como los egipcios, puso el alma racional en el corazón, en lugar de en el cerebro. A señalar la distinción que hace Aristóteles entre sensación y pensamiento, que por lo general iba en contra de las ideas de los filósofos anteriores, con la excepción de Alcmeón de Crotona. Teofrasto, el sucesor de Aristóteles en el Liceo, escribió una serie de libros sobre botánica – la Historia plantarum- que fueron hasta la Edad Media, la contribución a la botánica más importante de la antigüedad. Muchos nombres inventados por Teofrasto todavía se utilizan en los tiempos modernos, tales como carpos para las frutos y pericarpion para la envoltura de los granos. En lugar de concentrarse en las causas formales, como hizo Aristóteles, Teofrasto sugirió un sistema mecanicista, estableciendo analogías entre los procesos naturales y artificiales basados en el concepto de causa eficiente de Aristóteles. Teofrasto también reconoció el papel del sexo en la reproducción de algunas plantas superiores, aunque este último descubrimiento se ha perdido en épocas posteriores. Los conceptos biológicos o teleológicos de Aristóteles y de Teofrasto, y el énfasis puesto por ellos en un conjunto de axiomas y no en la observación empírica, han tenido un impacto que no podemos ignorar en la medicina hipocrática, y después en la medicina occidental.

### El aporte hipocrático

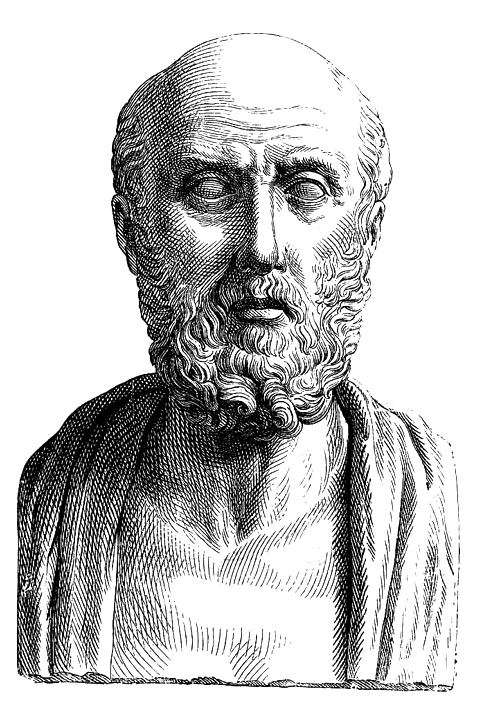
Hipócrates.

El desarrollo científico de la medicina griega es tradicionalmente atribuido a Hipócrates de Cos, médico del siglo V a. C. Se le relaciona con un conjunto de tratados, el Corpus hipocrático, aunque probablemente ninguno de ellos fue escrito por él. Abarcando variados temas como la ginecología o la cirugía, se difundieron desde fines del siglo V a. C. hasta el periodo helenístico: generalmente, se estima, que se trata de una biblioteca de una escuela de medicina.
El Corpus hipocrático contiene los principales textos médicos de esta escuela. Aunque se creyó inicialmente que había sido escrito por el propio Hipócrates, hoy en día, muchos investigadores creen que estos textos fueron escritos por una serie de autores durante varios decenios. Como es imposible determinar qué textos han sido escritos por el propio Hipócrates, es difícil saber cuáles son las doctrinas originales de Hipócrates.
La existencia del Juramento Hipocrático implica que esta medicina hipocrática fue practicada por un grupo de médicos unidos (al menos entre ellos) por un estricto código ético. Los estudiantes normalmente pagan una cuota para su formación (se establecieron excepciones para la fijación del importe) y entraban en una relación casi familiar con su maestro. Esta formación comprendía algunos cursos teóricos y, sin duda, una experiencia práctica como profesor adjunto, ya que el juramento estableció el principio de que el estudiante estuviera en contacto con los pacientes. El juramento también imponía límites a lo que el médico podía o no podía hacer («incluso si me lo piden, no prescribiré un medicamento mortal») y da una visión general de la existencia sorprendente de otra categoría de profesionales especialistas, tal vez los cirujanos («dejaré efectuar esta operación a los profesionales, especialistas en este arte»).
Las enseñanzas que se desprendes del Corpus Hipocrático aportaron tres innovaciones perdurables en la medicina occidental.

#### Observación y razonamiento

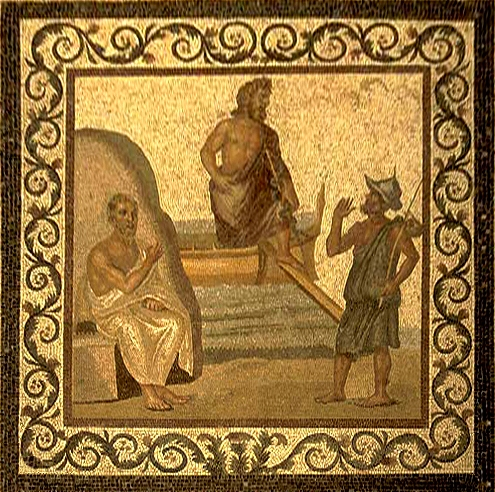
Hipócrates dando la bienvenida a un habitante de Cos, al dios Asclepio, mosaico del o, museo de Cos.

En primer lugar, Hipócrates descarta las consideraciones religiosas. Así, el autor de Sobre la enfermedad sagrada se compromete a mostrar que la epilepsia, llamada entonces «enfermedad sagrada», no era «más divina o más sagrada que cualquier otra enfermedad». Su prueba era simple: la enfermedad no ataca más que a los «flemáticos» (cf. abajo la teoría sobre los humores) y, si la enfermedad era realmente una vista divina, todo el mundo era susceptible de tenerla. «Todas las enfermedades son divinas y todas son humanas», concluye el autor. Si el tratado Sobre el régimen reconoce al importancia de los sueños, es porque los considera —en parte— como los síntomas relacionados con el estado fisiológico del paciente, si tiene pesadillas repetidas ocasiones, esto puede indicar un trastorno mental. Sin embargo, el corpus hipocrático no es totalmente exento de consideraciones irracionales: en el mismo tratado, el autor considera que el sueño es la manifestación simbólica de un diagnóstico que el alma, durante el sueño, deposita en el cuerpo que habita. Así se conjuga la oniromancia con la medicina.
La medicina hipocrática se basa, en general, en la observación y el razonamiento. Epidemias comprende una serie de observaciones cotidianas efectuadas por el médico a su paciente: comienza por describir con precisión los síntomas observados día tras día el sobre el estado general (calma, agitación) en vigilia y durante el sueño. Su examen también se centra en el estado de la lengua, la orina y las heces. Se hace un esfuerzo de racionalización: se diferencia la fiebre continua, la fiebre cotidiana, el paludismo, siguiendo el ritmo observado en los accesos de fiebre.

#### Un marco teórico
En segundo lugar, la enseñanza de Hipócrates intenta dar un marco teórico. El más conocido es la Teoría de los cuatro humores (bilis amarilla, bilis negra, o melancolía, flema o linfa y sangre), cuyo desequilibrio causa la enfermedad física y también el problema psíquico. Obra de Polibio, yerno y discípulo de Hipócrates, esta teoría será extendida después por Galeno. Se sabe que otros atribuyen la causa de la enfermedad a los desequilibrios entre el calor y el frío, lo seco y lo húmedo el cuerpo; se citan también otros humores, sangre, bilis, agua y flema, por ejemplo. Sin embargo, otros autores como los de Sobre la medicina antigua o Sobre la naturaleza del hombre pone en guardia contra toda tentación de simplificación excesiva: para ellos, el médico debe, sobre todo, actuar y reflexionar de forma empírica.
Además de la búsqueda de las causas principales de la enfermedad, los médicos hipocráticos se interesaban por los problemas de carácter teórico, como el crecimiento biológico (¿como la alimentación contribuye en el crecimiento del cuerpo?) y la reproducción (¿cómo el semen puede dar nacimiento a un ser completo?). En un nivel más práctico, estudiaban el funcionamiento del cuerpo humano, haciendo progresar considerablemente a la anatomía. Para ello, se fundaba sobre todo en los conocimientos clínicos: así, el conocimiento de los huesos y tendones se basaba probablemente en el estudio de los esguinces y otras luxaciones. Los médicos recurrían también, en aquella época, a la disección, pero la práctica era muy marginal.

#### Una deontología

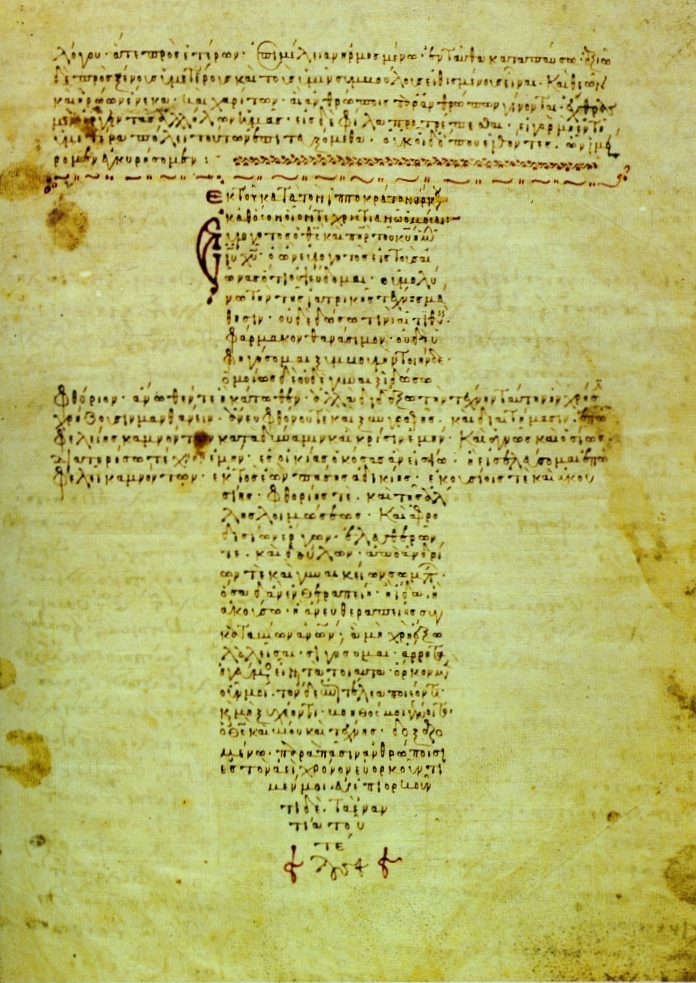
El Juramento Hipocrático en un manuscrito bizantino del, Biblioteca Vaticana.

Por último, la enseñanza hipocrática descansa en verdadera deontología médica, expresada en los tratados Sobre la medicina antigua, Sobre la honestidad, Sobre el médico, los Preceptos y sobre todo en el célebre Juramento Hipocrático, que comienza así:

«Juro por Apolo, médico, por Esculapio, por Higía y Panacea, por todos los dioses y todas las diosas, poniéndoles por testigos, que cumplir de acuerdo con mis fuerzas y mi capacidad, el juramento y el siguiente compromiso. (…)

Dirigiré el régimen de los enfermos en su propio beneficio, de acuerdo con mis fuerzas y mi juicio, y me abstendré de todo mal y de toda injusticia. No daré veneno a nadie, aunque se me solicite, y no tomaré la iniciativa en tal sugerencia; del mismo modo, no voy a dar a cualquier mujer un pesario abortivo. Basaré mi vida y ejerceré mi arte en la inocencia y la pureza…»

Los médicos hipocráticos tratar a todos los pacientes, tanto a las personas libres como a los esclavos, tanto los ricos como los pobres, tanto los hombres como las mujeres, los ciudadanos como los extranjeros. «Donde está el amor por los hombres, está también el amor por el arte», declara uno de los aforismos de Hipócrates.

### La medicina helenística

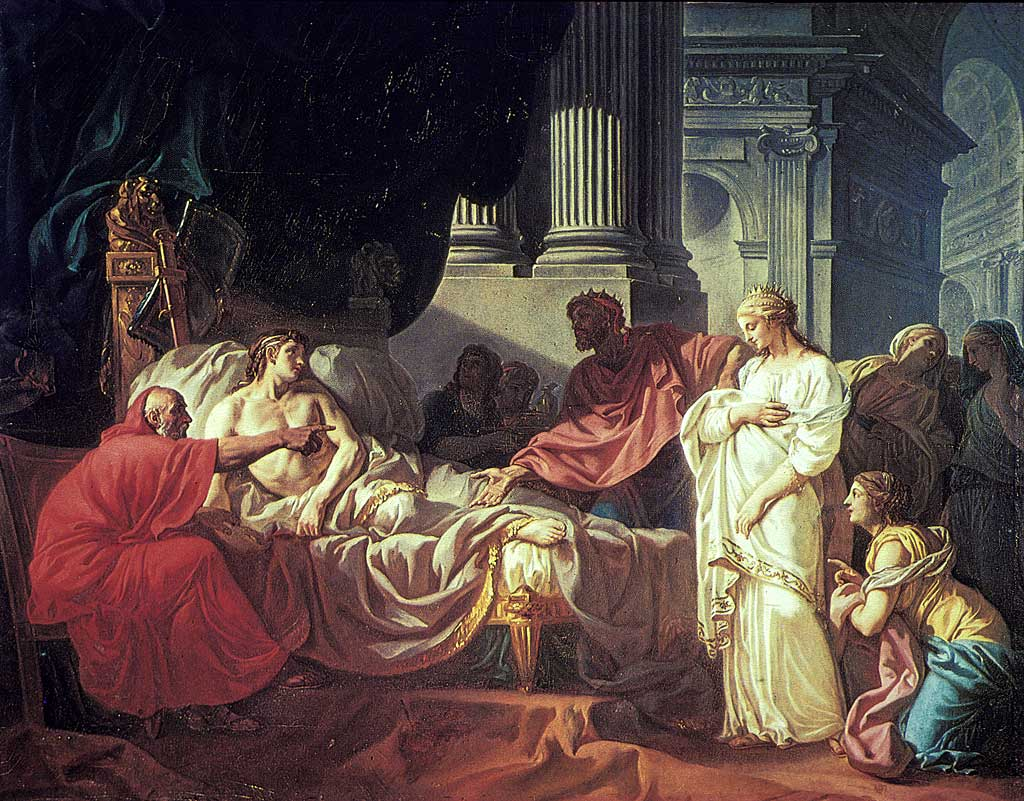
Erasístrato comprende por qué Antíoco está enfermo. Cuadro de Jacques-Louis David, 1774.

Después de Teofrasto, el Liceo no produjo ninguna obra original. Aunque el interés en las ideas de Aristóteles se mantuvo intacto, por lo general se les aceptó a ciegas y se mantuvieron inamovibles. En el periodo helenístico, bajo la Dinastía Ptolemaica, la biología progresó de nuevo. Alejandría se convirtió en la capital de la medicina. Los primeros maestros en medicina de este período fueron Herófilo de Calcedonia y Erasístrato de Ceos. Su principal innovación fue la introducción de la práctica de la disección, llegando así al encuentro de prácticas religiosas que prohibían la apertura del cuerpo. En su tratado Sobre las disecciones, Herófilo describe el cerebro y lo identifica, contra la opinión de Aristóteles, como el centro de la inteligencia y del sistema nervioso, que cumple su papel en la motricidad y en las sensaciones. Distingue los principales ventrículos y describe el calamus scriptorius (parte inferior de la fosa romboidea), las «concatenaciones coroideas» (las meninges) y el seno venoso, que en su honor se llamará torcular Herophili). Trazó la cartografía de las venas y de los nervios y de su trayecto en el cuerpo. Herófilo se interesó igualmente por la anatomía del ojo y del corazón. Hizo la distinción entre las venas y las arterias, haciendo notar que estas últimas presentan una pulsación, mientras que las primeras no. Lo descubrió mediante una experiencia que consistía en seccionar ciertas arterias y venas del cuello de cerdos hasta la parada del flujo. En el mismo sentido, desarrolló una técnica de diagnóstico que utilizaba la distinción entre diferentes tipos de pulso.
Erasístrato estableció una relación entre la complejidad incrementada de la superficie del cerebro humano en relación con el de otros animales y su inteligencia superior. En ocasiones realizó experimentos para completar su investigación y llegó a pesar varias veces un pájaro enjaulado, señalando la pérdida de peso entre los períodos de alimentación. Continuando con la labor de su maestro sobre la respiración, afirmó que el sistema de los vasos sanguíneos del cuerpo humano era controlado por el vacío, tomando muestras sanguíneas de diferentes lugares del cuerpo. Según loa fisiología de Erasístrato, el aire penetra en el organismo, es conducido a continuación por los pulmones hacia el corazón, donde es transformado en espíritu vital, y después es bombeado por las arterias por todo el cuerpo. Una parte de este espíritu vital alcanza al cerebro, donde es transformado en espíritu animal, que a continuación es distribuido por los nervios.
Para obtener más información sobre la anatomía interna, Herófilo y Erasístrato practicaron la vivisección. Según el testimonio del médico romano Celso, examinando la conformación de los órganos de criminales aún vivos, puestos a su disposición por el rey. La ciencia anatómica quedó a pesar de todo limitada debido a que parece que Herófilo sostenía que los nervios ópticos son huecos.

### Galeno

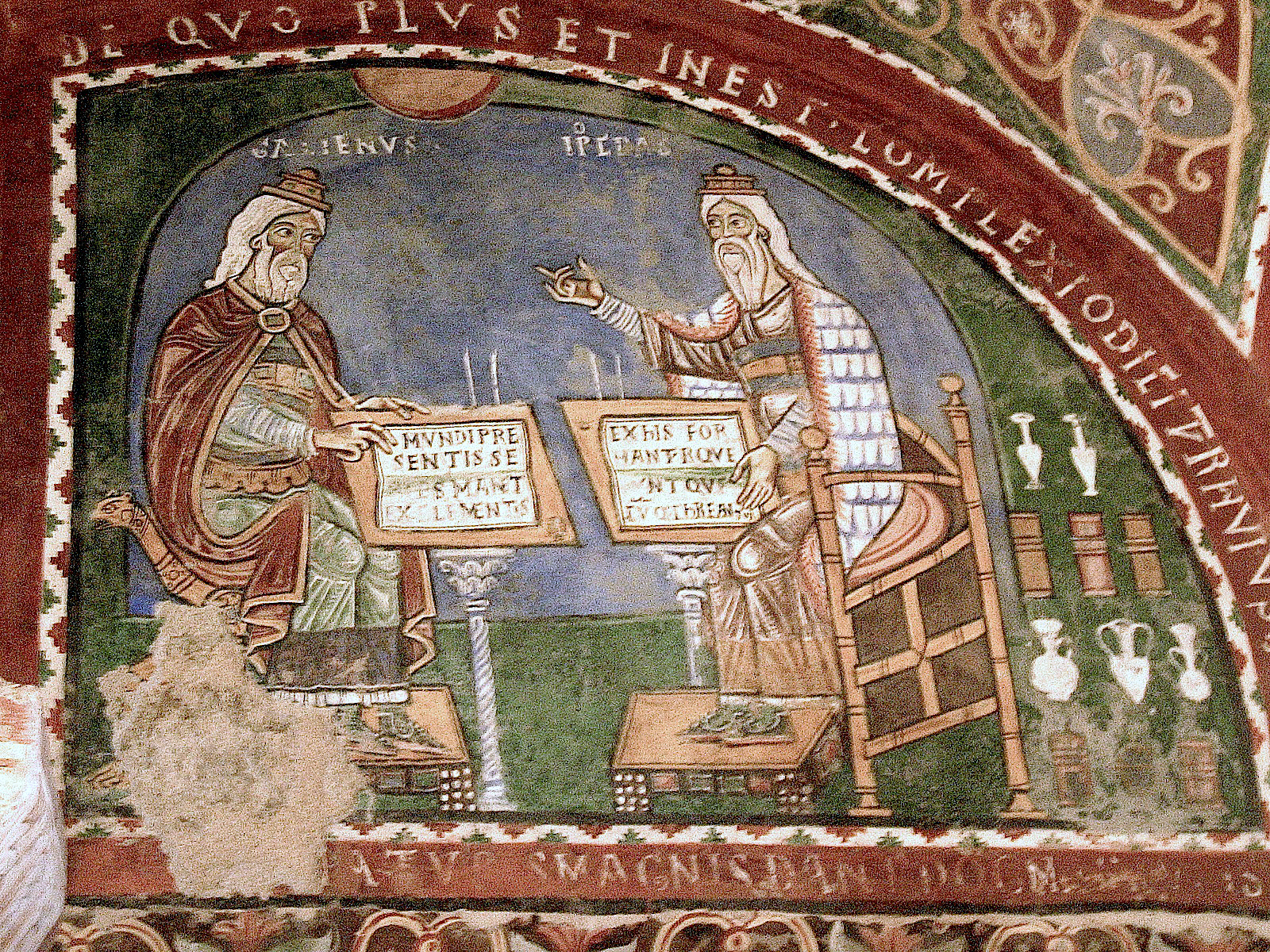
Fresco medieval que representa a Galeno e Hipócrates, Anagni.

Nacido en Pérgamo en 131, Galeno estudió medicina en Esmirna, Corinto y Alejandría. Durante cuatro o cinco años, ejerció con gladiadores y adquirió una experiencia práctica sobre los traumatismos profundos. Después de una breve estancia en Roma, adquirió tal reputación que fue nombrado por Marco Aurelio y Lucio Vero cirujano del ejército. Se convirtió, después, en médico personal del emperador Cómodo y gozó del favor imperial hasta el fin de su carrera.
La tradición atribuye a Galeno un gran número de tratados, de los que solo unos pocos han sobrevivido. A través de éstos, demuestra un sólido conocimiento de los trabajos de sus predecesores (Hipócrates, Herófilo, Erasístrato, Asclepíades de Bitinia), y también de Platón y de Aristóteles. En Que el mejor médico es también filósofo, señala la necesidad para el médico de tener una sólida formación de lógica y de biología teórica. También se alzó contra la codicia de sus colegas, cuya vocación médica estaba motivada por el afán de lucro.
Sus disecciones de animales prolongaron su saber en anatomía, guiado por una teleología influenciado por Platón. Su tesis sobre la circulación sanguínea gozaría de autoridad durante mucho tiempo. Para él, la sangre se forma en el hígado tras la digestión de los alimentos. Las arterias contienen sangre y no aire como pensaba Erasístrato. La sangre arterial, cargada de espíritus vitales, sufre un movimiento rítmico que corresponde al pulso. Galeno completó la teoría de los humores de Hipócrates. Privilegió el cerebro y no el corazón.

### Posteridad de la medicina griega
A través del contacto prolongado con la cultura griega, y la conquista de Grecia, los romanos adoptaron un gran número de ideas de los griegos sobre medicina. Las reacciones del antiguo Imperio romano con la medicina griega iban del entusiasmo a la hostilidad, pero finalmente adoptaron una actitud favorable con la medicina hipocrática.
Esta aceptación condujo a la propagación de las teorías médicas griegas en todo el Imperio romano y en una gran parte de Occidente. Después de la caída del Imperio, sin embargo, el apoyo oficial de la Iglesia católica a las enseñanzas de Galeno, propició una única doctrina médica políticamente aceptable hasta el Renacimiento. Este apoyo fue una de las principales razones del enorme impacto de sus enseñanzas, a pesar de su valor a veces cuestionable. Por ejemplo, la teoría de la sangría se popularizó hasta el siglo XIX, a pesar de su total ineficacia y del riesgo extremo que hacía correr al paciente: numerosas personas, incluido, quizá George Washington, murieron como resultado de este tratamiento. La medicina era muy importante en la cultura griega, porque un modo de vida sano era considerado como un ideal prioritario.
Las obras de los grandes médicos griegos han podido, en gran parte, ser preservadas gracias a Oribasio de Pérgamo, médico griego del siglo IV que reunió en su monumental síntesis, Colección médica, los textos médicos griegos más importantes.
Aunque algunos precursores del atomismo de la Antigüedad, tales como Lucrecio contestaran el punto de vista teleológico de las ideas de Aristóteles sobre la vida, la teleología (y después del surgimiento del cristianismo, la teleología natural) permanecerá en el pensamiento biológico hasta los siglos XVII y XIX. De ahí las palabras de Ernst Mayr: «nada ha sido descubierto que sea una verdadera consecuencia de la biología desde Lucrecio y Galeno hasta el Renacimiento». Las ideas de Aristóteles sobre las historia natural y la medicina han perdurado, pero han sido admitidas ciegamente.

## Profesiones médicas

### Médicos
Los tratados que componen el Corpus Hipocrático no estaban redactados para lo que llamaríamos un médico. Aristóteles reconoce tres categorías de personas habilitadas para hablar de medicina: el práctico facultativo (griego antiguo δημιουργός/dêmiourgós), el profesor de medicina o médico erudito (ἀρχιτεκτονικός/arkhitektonikós) y el hombre cultivado que ha estudiado medicina en sus estudios generales. Los sofistas pretendían poder enseñar, entre otras disciplinas, la medicina. Sin embargo, surge una distinción en el Corpus Hipocrático, de una parte, entre el médico y el profano (Sobre la medicina antigua), y de otra parte, entre el médico y el charlatán (Sobre la enfermedad sagrada).
El título de médico no era objeto de ningún control: no importaba quién podía establecerse como tal. La demostración de su talento podía pasar por una disputa oratoria con un colega, pero el mejor medio para hacerse con una clientela pasaba por la práctica cotidiana. Los griegos ignoraban el coloquio singular: el médico no estaba jamás solo con el paciente, ya fuera en la consulta o en la visita; intervenían personas del entorno y eventuales curiosos. Llegaba incluso a que un colega se inmiscuyera para proporcionar un diagnóstico diferente: « un enfermo parece desahuciado está con el médico que le atiende y otras personas; surge un segundo médico que declara que el enfermo no sucumbirá, pero que perderá la vida». Un mal médico no estaba sometido a ninguna sanción más que una pérdida de la reputación.

### Formación

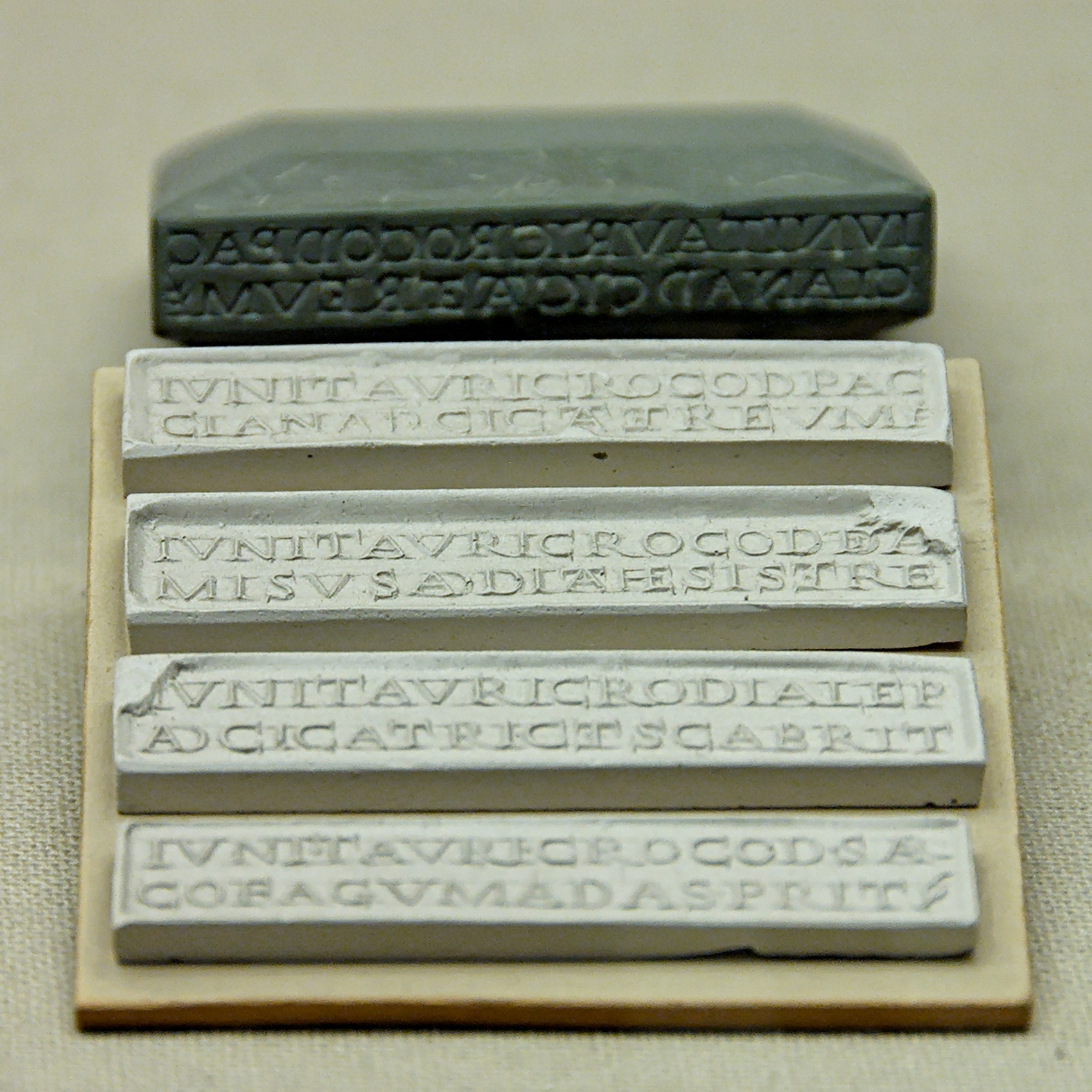
Sello de piedra para marcar los kollyria, modelo inscrito en latín comparable a los sello griegos, -, Museo Británico.

La formación de los médicos se llevaba a cabo la mayoría de las veces mediante el aprendizaje. Las disciplinas alcanzaban el arte del diagnóstico y del pronóstico junto a su maestro, igual que las actuaciones médicas: sangrías, enemas, colocación de ventosas en las intervenciones quirúrgicas como la trepanación. Otros optan por un plan de estudios más teórico: viajaban a través del Mediterráneo, asistían a diferentes escuelas de medicina. Aquellos que completaban sus estudios a través del estudio de las prácticas mágicas no eran infrecuentes. En el siglo I, el médico Tesalo, después de aprender la medicina dialéctica, fue a Diospolis (Tebas) para aprender las virtudes de las plantas. Este aprendizaje pasaba por la astrología y por una consulta a Asclepio, por mediación de un sacerdote egipcio.
Como era el caso de muchos oficios en la antigua Grecia, la medicina era un asunto de familia. Hipócrates era hijo, nieto, padre y abuelo de médicos, pertenecían a esta familia los Asclepiadas en la cual, según Galeno «los niños aprendían de sus padres, desde la infancia, a disecar, a leer y a escribir El Juramento Hipocrático exigía al médico transmitir sus conocimientos a su hijo e inversamente, se consideraba normal para el hijo de un médico elegir la profesión de su padre. Si los médicos eran a menudo hombre libres, llegó a haber esclavos que aprendían medicina, o con su maestro médico, o mediante solicitud de su maestro que deseaba beneficiar a un médico privado.
Contrariamente a Egipto, de Grecia no se sabe que el médico de cabecera, ni la cirugía ni la ginecología fueran especialidades. Las escuelas de Cos y de Cnido han dejado respectivamente tratados de estas dos disciplinas. Se conoce la existencia de otalmólogos, que curaban a base de (griego antiguo κολλὐρια/kollúria, es decir emplastos sólidos, moldeados en forma de bastoncillos. Existían también dentistas, capaces de empastar los dientes careados. Los ejércitos tenían médicos militares., especializados en el cuidado de los heridos. También había especialistas en medicina deportiva.

### Médicos públicos

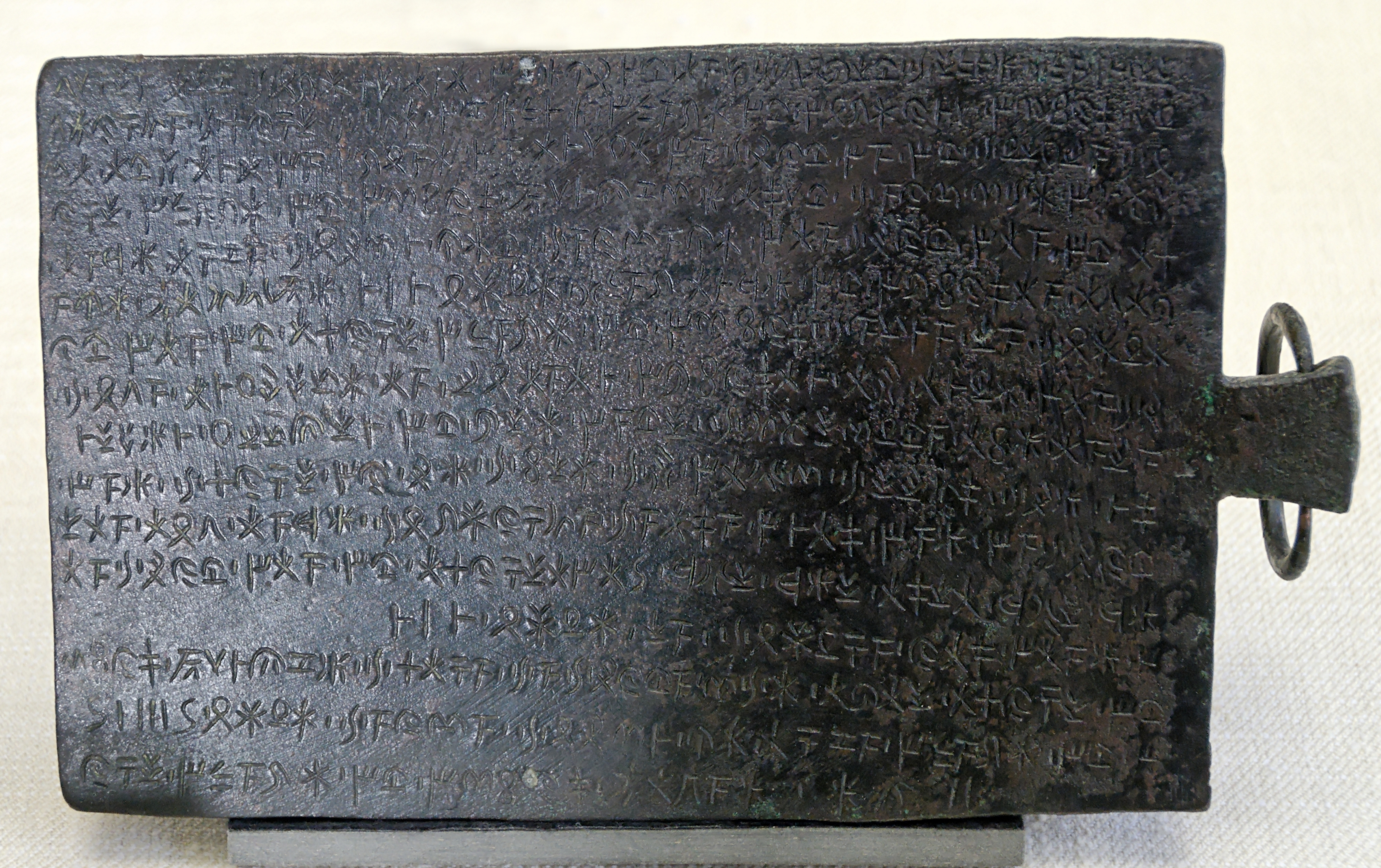
Decreto del rey de Idalión en favor del médico Onasilos y de sus hermanos, con lo honorarios por los cuidados dispensados a los heridos después del asedio de la ciudad por los medos (478-470 a. C.), Cabinet des médailles.

Algunos médicos eran pagados por la polis (ciudad). Un médico reputado del siglo V a. C., Democedes de Crotona; hizo carrera primero en Egina, después en Atenas y en Samos, antes de ser capturado por los persas y entrar al servicio del rey Darío I, al que curó de una afección en el pie. En el relato de este episodio de la vida del Gran Rey, Heródoto afirma, por primera vez en la literatura griega, la superioridad del medicina griega sobre la medicina egipcia. En Egina, Democedes ganó un talento al año, desde el segundo año, en Atenas por, cien minas. Une placa de bronce de la época (véase la ilustración) muestra que un tal Onasilos y sus hermanos fueron contratados por Idalión de Chipre para ser médicos públicos.
El Gorgias describe el procedimiento de selección practicado en Atenas: correspondía a la Ekklesía (Asamblea del pueblo ateniense) examinar los títulos de los candidatos y seleccionar al más capaz. Los aspirantes debían aludir a su formación y citar a su maestro, y presentar los casos de enfermos que habían curado. El sofista Gorgias señala que un buen orador es más probable que gane a un compañero más competente, pero menos locuaz.
El médico contratado proporcionar un local para las consultas. Los medicamentos recetados eran reembolsados por el Estado a través de un impuesto especial, el ἰατρικόν/iatrikón. De manera general, no obstante, se trataba menos de proporcionar un sistema de cuidados gratuitos, a semejanza de las Seguridades sociales modernas, que de disponer de un médico competente siempre a mano, en las ciudades donde el estado de salud es a menudo precario (cf. la «peste de Atenas» de 430&-429  a. C.), la actividad sísmica a menudo presente y donde los conflictos armados eran frecuentes.
Las inscripciones en honor de los médicos públicos nos permiten saber qué cualidades que se esperan de este profesional. Una estela de Samos datada en 201- a. C. alquila a Diodoro, hijo de Dioscórides, para estar, durante un seísmo, «compartido por todo el mundo para llevar ayuda a todos» y «anteponer la seguridad común a la fatiga y los gastos».

### Otras profesiones de la salud

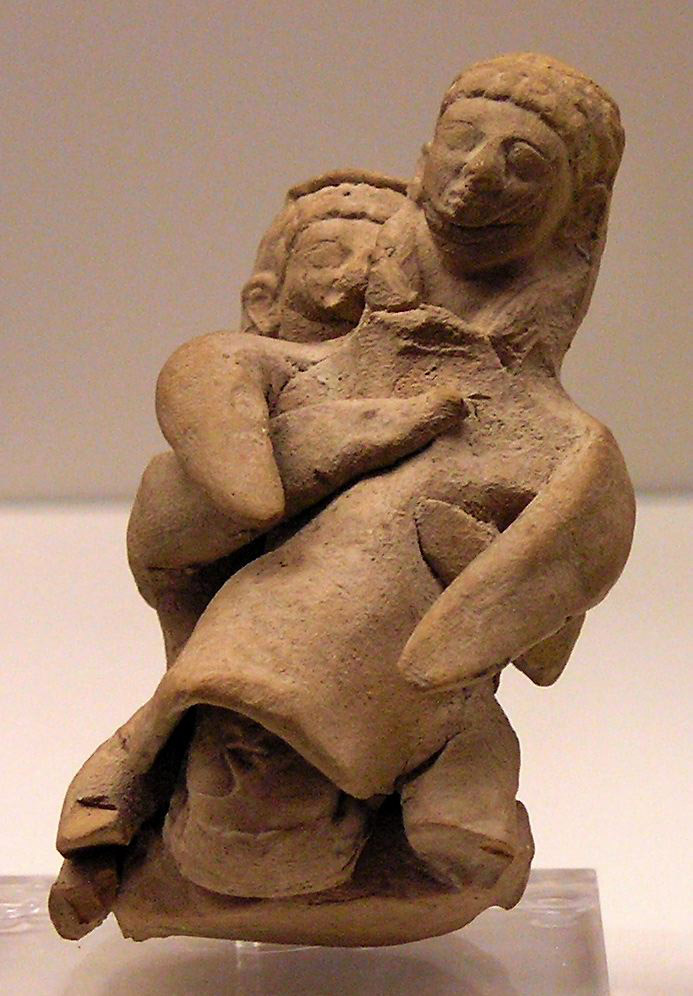
Comadrona asistiendo a una parturienta, figurilla de terracota griega de Chipre, principios del, Museo Arqueológico Nacional de Atenas.

Los remedios griegos eran elaborados a partir de especias y de plantas, el farmacéutico (φαρμακοπώλης/pharmakopốlês) ocupaba un lugar importante en el sistema de cuidados, incluso si el médico preparaba sus propios remedios. El farmacéutico preparaba los medicamentos prescritos por el médico, pero también remedios vendidos directamente. En Las Tesmoforias (v. 504), Aristófanes describe al marido de una mujer a punto parir, corriendo «por las tiendas para comprar específicos para acelerar el parto».
Otra profesión importante era la de comadrona. Aunque existían mujeres médicos, las parteras y las enfermeras eran muy numerosas. Fainarate, la madre de Sócrates, era comadrona, y Sócrates retoma el parto como metáfora de su arte, la mayéutica.
Los pedotribas eran los responsables de la enseñanza deportiva en el seno del gimnasio. Aprendían el trabajo con frecuencia, eran a la vez dietistas, masajistas y kinesioterapeutas: debían encargarse de los esguinces, luxaciones, tendinitis y otros traumatismos corrientes en la práctica del deporte. Algunos recurrían a la propia medicina: Heródico de Selimbria, repetidamente mencionado por Platón.